# Steven Moreira
Steven Moreira (* 13. August 1994 in Noisy-le-Grand) ist ein französisch-kapverdischer Fußballspieler.

## Karriere
In seiner Jugend spielte er erst bei AS Champs-sur-Marne und US Torcy sowie später bei Stade Rennes. Dort ging es im Sommer 2012 zunächst in die B-Mannschaft und zur Saison 2013/14 in die erste Mannschaft. In der Folgesaison gehörte er meistens zum Spieltagskader. Nach drei Jahren wechselte er zum FC Lorient und wurde dort noch mehr zum unverzichtbaren Mannschaftsbestandteil. In seiner ersten Saison stieg er mit seiner Mannschaft in die Ligue 2 ab, verblieb jedoch noch eine weitere Spielzeit in Lorient. Zur Spielzeit 2018/19 wechselte er zum FC Toulouse, stieg mit diesen nach der Spielzeit 2019/20 aber auch wieder ab und spielte dort noch eine weitere Saison.
Danach wechselte er aber ablösefrei in die USA und unterschrieb einen Vertrag beim MLS-Franchise Columbus Crew. Sein Debüt hatte er am 3. Oktober 2021 bei einer 0:3-Niederlage gegen Philadelphia Union, wo er in der Startelf stand und in der 67. Minute für Saad Abdul-Salaam ausgewechselt wurde.